# Maison-Feyne
Maison-Feyne – miejscowość i gmina we Francji, w regionie Nowa Akwitania, w departamencie Creuse.
Według danych na rok 1990 gminę zamieszkiwały 314 osoby, a gęstość zaludnienia wynosiła 24 osoby/km² (wśród 747 gmin Limousin Maison-Feyne plasuje się na 346. miejscu pod względem liczby ludności, natomiast pod względem powierzchni na miejscu 494.).